# Янталь
Янта́ль (эвенк. Няӈтал) — рабочий посёлок в Усть-Кутском районе Иркутской области России. 

## География
Расположен на левом берегу реки Куты (приток Лены), в 510 км севернее Иркутска и 45 км западнее Усть-Кута.

## История
В 1938—1950-х годах на месте посёлка располагался лагерь заключённых, занятых на строительстве Тайшето-Ленской железной дороги и станции Янталь (ни время появления, ни значение этого названия точно не известны). В постоянную эксплуатацию станция введена в 1958 году, при ней возник небольшой посёлок железнодорожников.
Однако годом основания Янталя общепринято считать 1974 год, когда у речки Еловой начала строиться его новая часть — посёлок лесорубов.
Строительство велось на средства Украинской ССР силами передвижной механизированной колонны № 1 треста «Укрмежколхозстрой». В 1976 году был построен железнодорожный тупик, выведенный из станции Янталь, для принятия и отправки грузов. В этом же году основан леспромхоз № 3 «Укрмежколхозстроя», в 1980 году переименованный в «Днепровский».
Параллельно строительству леспромхоза развивалась станционная часть посёлка, в связи со строительством Байкало-Амурской магистрали было принято решение о прокладке второго пути и электрификации участка от Тайшета до Лены.
Численность населения посёлка быстро росла за счёт переселенцев. Если на 1 января 1977 года жителями посёлка значились 680 человек, то к 1 июля этого же года их число превысило 1300.
В 1977 году был образован Янтальский сельский совет
Строительные силы продолжали прибывать в посёлок. В марте 1978 года здесь была дислоцирована передвижная механизированная колонна № 3 «Укрмежколхозстроя», годом позже — дорожно-строительный участок передвижной механизированной колонны № 24.
До распада СССР в посёлке действовали несколько организаций объединения «Укрлесгаз».
В 1989 году Янталь получил статус посёлка городского типа.
С 1992 по 1996 годы посёлок находился в упадке. Объёмы добычи древесины падали, градообразующие предприятия испытывали экономические проблемы. Население стремительно сокращалось.
В 1996 году головным предприятием посёлка стало новообразованное ОАО «Янтальлес», деятельность которого не только выправила ситуацию, но и дала новый импульс развитию посёлка. Однако, в середине 2000-х годов «Янтальлес» распадается на два предприятия, сокращается количество работников, вновь возникают проблемы в сфере ЖКХ. До сегодняшнего дня Янталь находится в очередной волне упадка.

## Название
Наиболее распространено мнение, что название Янталь в переводе с эвенкийского означает «красная глина». Однако эта версия не подтверждается словарями и по сути может являть собой городскую легенду. При этом, топоним, по всей видимости, действительно эвенкийский: возможно, он происходит от эвенк. няӈтал — «шишки (кедровые)».

## Население
| 2002  | 2009  | 2010  | 2011  | 2012  | 2013  | 2014  |
| ----- | ----- | ----- | ----- | ----- | ----- | ----- |
| 2446  | ↘2428 | ↘1792 | ↘1780 | ↘1729 | ↘1671 | ↘1648 |
| 2015  | 2016  | 2017  | 2021  |       |       |       |
| ↘1613 | ↘1562 | ↘1543 | ↘1453 |       |       |       |

По данным администрации городского поселения, в марте 2010 года в Янтале проживало 2375 человек. (Оценка Росстата на это же время — 2415 чел., а к концу года, то есть на момент переписи населения, уже на треть меньше). За год численность населения посёлка уменьшилась на 176 чел.: при положительном естественном приросте баланс миграции за 2009 год составил −182 чел.
Демография
Естественный прирост впервые после кризисных 1990-х годов наблюдается в посёлке с 2008 года:
- в 2007 году умерло 36 чел., родилось 30 чел. (естественная убыль 6 чел.)[21][22];
- в 2008 году умерло 18 чел., родилось 35 чел. (естественный прирост 17 чел.)[21][22];
- в 2009 году умерло 31 чел., родилось 37 чел. (естественный прирост 7 чел.)[19]

Структура населения по данным на 2009 год, при численности населения 2551 чел., выглядела следующим образом:
- дети до 14 лет — 436 чел.;
- дети 14—18 лет — 111 чел.;
- пенсионеры и инвалиды — 542 чел.;
- трудоустроенные жители — 1086 чел.

Зарегистрированная безработица — 107 чел., состоящих на учёте в ЦЗН.

## Экономика
Основные предприятия:
-ООО «Атлант»;
-ООО «КИРЕНСК ТЕПЛОРЕСУРС».
-структурные подразделения ООО «Транснефть Восток», ООО «Атлант», ООО «Сила Сибири».

### Бюджет
Основная статья расходов бюджета — сфера ЖКХ, являющаяся проблемной.
В 2009 году бюджет Янтальского муниципального образования исполнен на 97 %. Израсходовано 17,342 млн рублей. На 1 января 2010 года кредитоская задолженность муниципалитета превысила 9 млн рублей. По объяснениям представителей администрации посёлка, это связано с недополучением из областного бюджета 62 % необходимой суммы на возмещение разницы по тарифам ЖКХ.
Собираемость платы за коммунальные услуги в 2009 году составила 50-53 %, что связывают с низким уровнем жизни населения посёлка.

## Транспорт

### Железнодорожный
Железнодорожная станция Янталь Восточно-Сибирской железной дороги (в 2 км от жилых домов посёлка). Короткие стоянки имеют поезда дальнего следования до Иркутска, Красноярска (на западе), Северобайкальска, Тынды (на востоке).
Непосредственно в самом посёлке расположен о.п. 674 км. Пригородные поезда до Усть-Кута (на востоке) и Железногорска-Илимского (на западе).

### Автомобильный
Дорожная сеть. С федеральной сетью автомобильных дорог посёлок связывает трасса Р419 Тулун — Братск — Усть-Кут, с 2007 года переданная в состав строящейся федеральной автомагистрали «Вилюй». Автомагистраль непосредственно через посёлок не проходит, выехать на неё можно через единственный асфальтированный выезд в 2,5 км от посёлка.
К северу от посёлка в глубь тайги проложены лесовозные дороги, используемые частными автовладельцами. Проезд до Бобровки и Максимова.
Поселковая улично-дорожная сеть слабо развита. Центральные проезды в новой части посёлка вымощены железобетонными плитами, остальные улицы, включая все проезды станционной части, отсыпаны гравием либо вообще не имеют никакого покрытия.
Автобусное сообщение. Внутрипоселковые и пригородные маршруты отсутствуют. По предварительному заказу можно забронировать места в автобусах, следующих из Усть-Кута в Братск и Иркутск (посадка осуществляется на отвороте с автомагистрали «Вилюй»).

### Речной и воздушный
Ближайшие аэропорт (Усть-Кут) и речной порт (Осетрово) находятся в Усть-Куте.

## Связь
Почтовое отделение. Сотовая связь с 2008 года. Проводная телефонная связь слабо развита. Высокоскоростной проводной интернет — с 2014 года.

## Социальная сфера
Средняя школа (221 учащийся), детский сад (посещает 106 воспитанников).
Врачебная амбулатория.
Филиал МУ «Спортивно-оздоровительный центр». Спортивные секции по игре в шахматы, волейбол, баскетбол. Спортивные команды из Янталя регулярно участвуют в районных соревнованиях.